# Bardol
Bardol es una ciudad censal situada en el distrito de Bargarh en el estado de Odisha (India). Su población es de 5441 habitantes (2011). Se encuentra a 6 km de Bargarh, y a  294 km de Bhubaneswar.

## Demografía
Según el censo de 2011 la población de Bardol era de 5441 habitantes, de los cuales 2678 eran hombres y 2763 eran mujeres. Bardol tiene una tasa media de alfabetización del 78,79%, superior a la media estatal del 72,87%: la alfabetización masculina es del 85,12%, y la alfabetización femenina del 72,58%.